# Apati

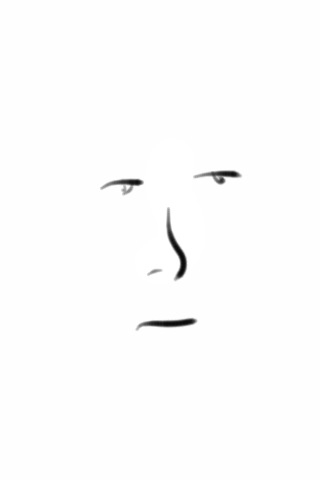
En teckning som beskriver ett apatiskt ansiktsuttryck.

Apati (från grekiskans ἀπάθεια, apatheia, ungefär "ingen sinnesrörelse") innebär frånvaron av sinnesrörelse (affekt); en likgiltighet och känslolöshet. Inom psykologin är apati en benämning för när en individ ställer sig likgiltig inför aspekter av det emotionella, fysiska eller sociala livet. Klinisk apati anses vara en upphöjd nivå, medan en medelnivå kan ses som depression och en extrem nivå som en typ av dissociativ störning. Apati kan vara objektspecifik, det vill säga riktad mot en specifik person, ett objekt eller en omgivning. 
I antikens Grekland var apati ett sedlighetsideal bland cyniker och stoiker som menade att den stoiskt vise inte skulle låta sig styras av sina känslor och därmed inte heller tillåta dem att ta sig våldsamma uttryck i form av sinnesrörelser. Istället skulle han, genom insikten att njutningen inte är något i sig självt gott och smärtan inte något i sig självt ont, behärska känslorna och enbart låta sig ledas av sitt förnuft. I den stoiska skolan kallas denna form av frånvaro av känslouttryck för den sedliga apatin.
Apatiskt tillstånd ska inte förväxlas med katatoniskt tillstånd, vilket innebär en närmast total avsaknad – eller förlust – av viljeförmåga. Katatoni kan orsakas av psykisk påfrestning, såsom upplevandet av ett trauma eller en mycket djup sorg, men kan även uppkomma vid till exempel bromförgiftning.